# Mount Frosch
Mount Frosch ist ein größtenteils verschneiter und 2750 m hoher Berg in den Victory Mountains im ostantarktischen Viktorialand. Er ragt 5 km nordöstlich des Mount Riddolls am Kopfende des Borchgrevink-Gletschers auf.
Der United States Geological Survey kartierte ihn anhand eigener Vermessungen und Luftaufnahmen der United States Navy aus den Jahren von 1960 bis 1962. Das Advisory Committee on Antarctic Names benannte ihn 1973 nach Robert A. Frosch (1928–2020), stellvertretender Sekretär in der Forschungs- und Entwicklungsabteilung der US Navy von 1971 bis 1972.